# Orkanen Felix
Orkanen Felix är den sjätte namngivna tropiska cyklonen och den andra orkanen i den atlantiska orkansäsongen 2007. 

## Stormhistoria

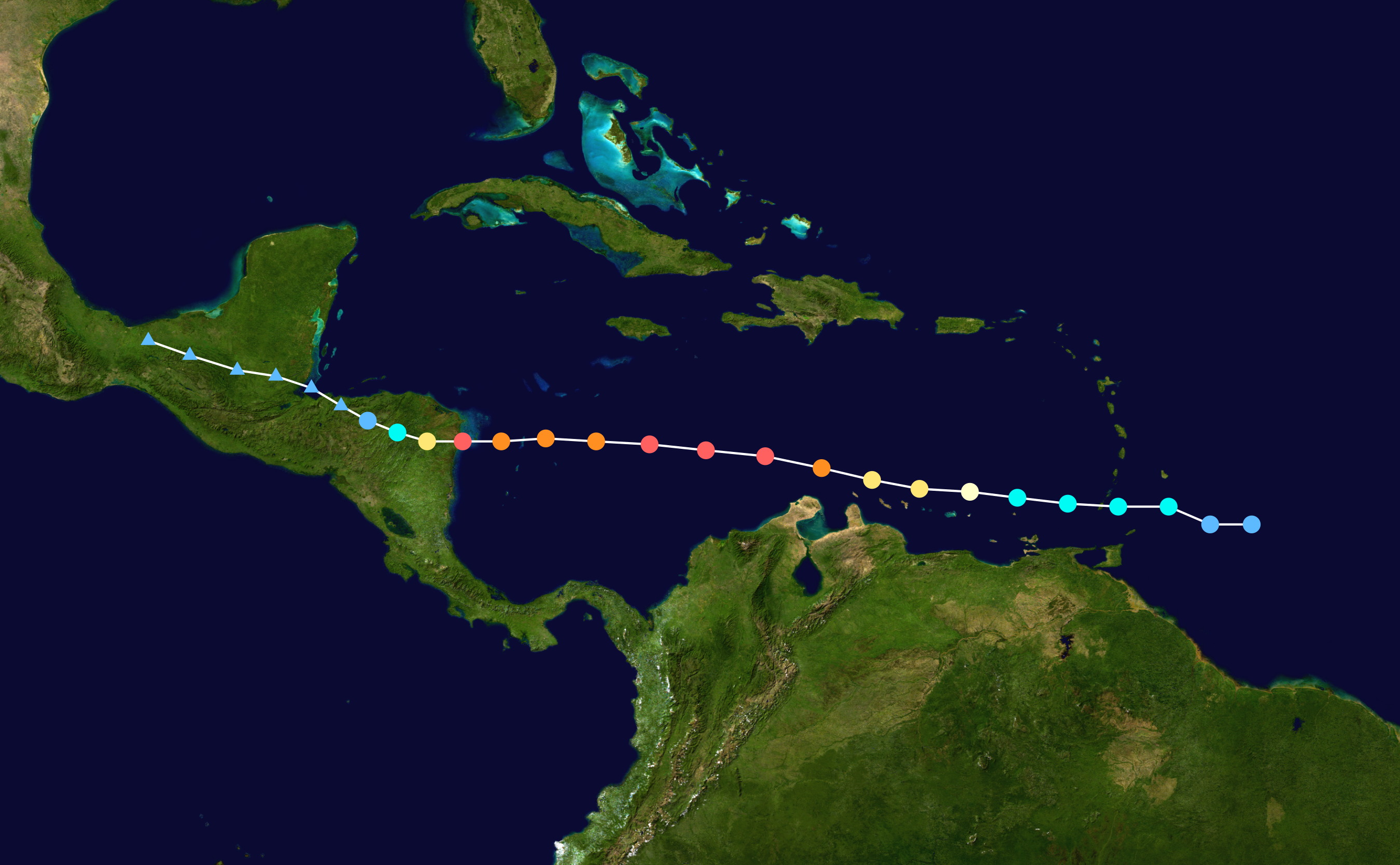
Felix bana

Den tropiska stormen Felix bildades den 1 september över ön Grenada ur ett tropiskt lågtryck som i sin tur uppstått ur en tropisk våg den 31 augusti. Stormen passerade genom de södra delarna av Windward Islands och fortsatte rakt västerut innan den fick orkanstyrka den 2 september. Söndagen den 2 september svepte orkanen fram strax norr om Nederländska Antillerna.
1–3 september intensifierades Felix oerhört snabbt. Inom loppet av 57 timmar utvecklades cyklonen från en "svag" tropisk storm till en kategori 5-orkan, med varaktiga vindhastigheter över 70 m/s, och ännu kraftigare vindbyar. Klockan 18.00 den 2 september rapporterades det att ovädret blivit en kraftig orkan, det vill säga uppnått kategori 3-status. Klockan 2.00 den 3 september uppnådde den kategori 5-status och ytterligare tre timmar senare hade medelvinden ökat till 75 m/s med vindbyar som beräknades nå ända upp till 90 m/s. Lufttrycket i stormens centrum hade nu sjunkit till 929 millibar. Som jämförelse nådde vinterstormarna orkanen Gudrun (2005) och orkanen Per maximalt 35–40 m/s i vindbyarna.
På eftermiddagen den 3 september började orkanen att försvagas något. Klockan 17.00 hade medelvindhastigheten sjunkit till 65 m/s vilket ändå klassificerade den som en kategori 4-orkan. Lufttrycket steg samtidigt upp till 950 millibar. Natten till den 4 september började emellertid lufttrycket att sjunka igen och därmed ökade även vindhastigheten. Strax innan orkanens öga nådde land norr om Puerto Cabezas i nordöstra Nicaragua den 4 september cirka klockan 11.00 uppgraderades den återigen till kategori 5-status med medelvind på 72 m/s. Det var första gången sedan kontinuerliga observationer av tropiska cykloner började göras i Atlanten år 1886 som två orkaner nått land med kategori 5-styrka samma år. Även Orkanen Dean hade knappt tre veckor tidigare nått Yucatanhalvön med kategori 5-styrka.
Ovädret rörde sig sedan genom Centralamerika. När Felix kom in över land så försvagades den ganska snabbt. Men skyfallen i framförallt Honduras var intensiva med lokalt över 500 mm regn. Översvämningarna blev emellertid inte alls så svåra som många befarade.

## Effekter

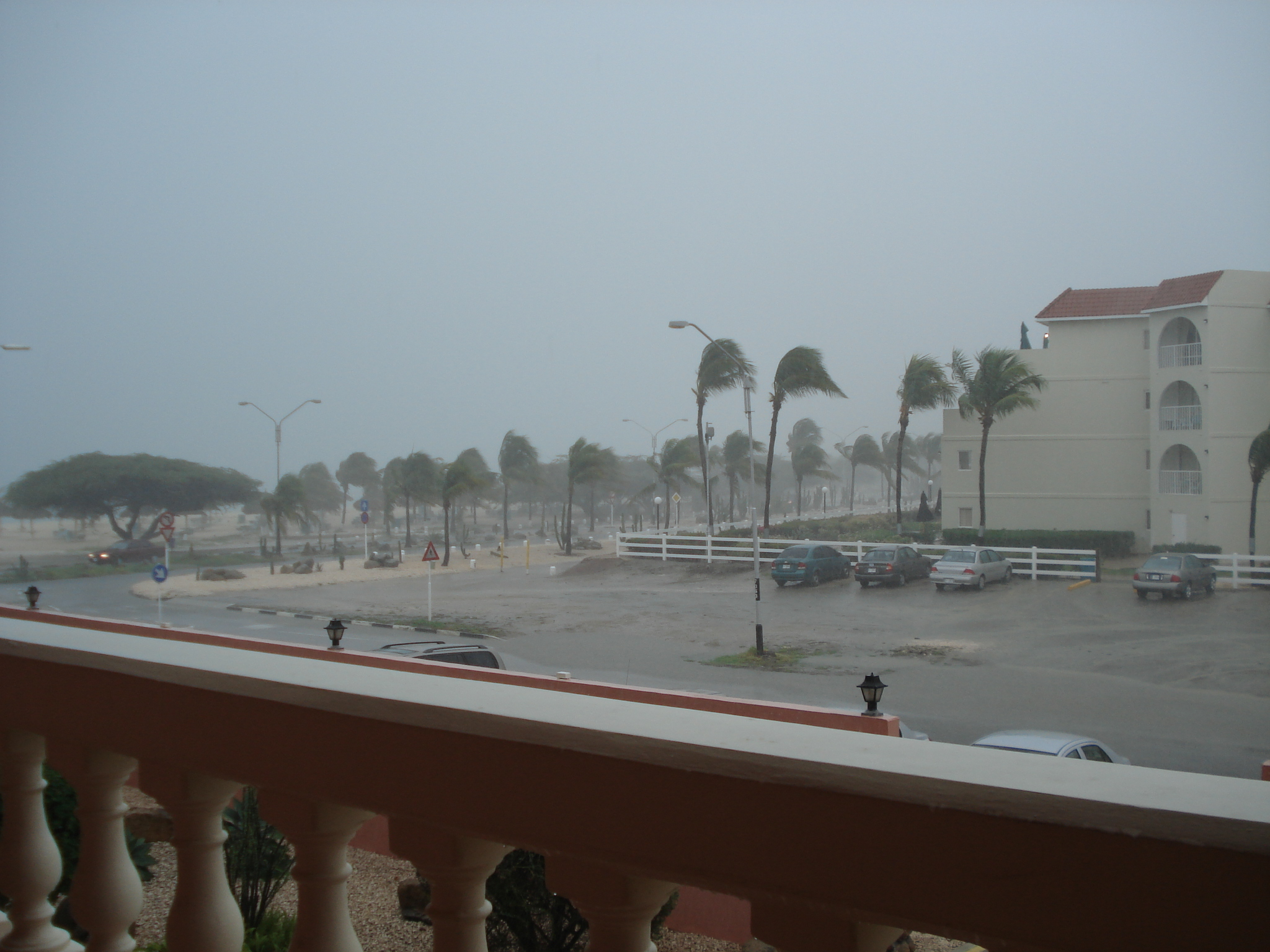
Felix passerar över Aruba

Orkanen Felix orsakade mycket stora skador i framförallt nordöstra Nicaragua, där ovädrets centrum nådde land som en kategori 5-orkan vid samhället Krukira 25 kilometer norr om Puerto Cabezas. 
Däremot klarade sig Honduras mycket bättre än många fruktat. När Orkanen Mitch drabbade Centralamerika 1998 blev flera miljoner människor hemlösa och närmare 20 000 människor bekräftades som döda eller saknade. Hittills uppges bara tre människor i Honduras ha omkommit och de materiella skadorna är marginella jämfört med "Mitchs" härjningar.
Nicaragua drabbades hårt men lyckligtvis är nordöstra Nicaragua ganska glesbefolkat. Felix var också en ganska liten cyklon till ytan, så de värsta skadorna inskränkte sig till en förhållandevis liten region. I Puerto Cabezas uppges nästan varje byggnad ha förlorat taket eller åtminstone fått svåra skador. Mängder med byggnader jämnades med marken och stadens hamn förstördes totalt av en stormflod som nådde ca 6 meter över normalvattenståndet. I småbyarna ute i de otillgängliga djungelområdena blev skadorna ännu värre. Många av dessa byar blev utraderade, husen är oftast av enklare skjulliknande karaktär. 
Fortfarande den (8 september 2007) hade man ingen fullständig bild av skadorna. De få vägarna var blockerade av nedblåsta träd eller helt enkelt bortspolade, vilket gjorde det svårt att nå alla drabbade. Hittills uppges emellertid 9 000 hem ha blivit helt förstörda och antalet döda i Nicaragua uppges vara minst 130. Den siffran väntas stiga då många personer saknas. President Daniel Ortega har förklarat att nordöstra Nicaragua är ett katastrofområde. Hittills har Nicaraguas regering fått katastrofhjälp från bland annat USA, Kuba och Venezuela.
I Krukira som var värst utsatt förstördes de flesta av de enklare husen men kraftigare byggnader som kyrkan och skolan stod kvar även om taken gav med sig, ingen dog. Ännu värre utsatt var de små tillfälliga boställena på sandbankarna Mosquito keys 60 kilometer ut i havet som också låg i orkanens väg. Flera fiskare som tagit skydd på dessa sandbankar omkom.